# Sant'Agostino (Rome)

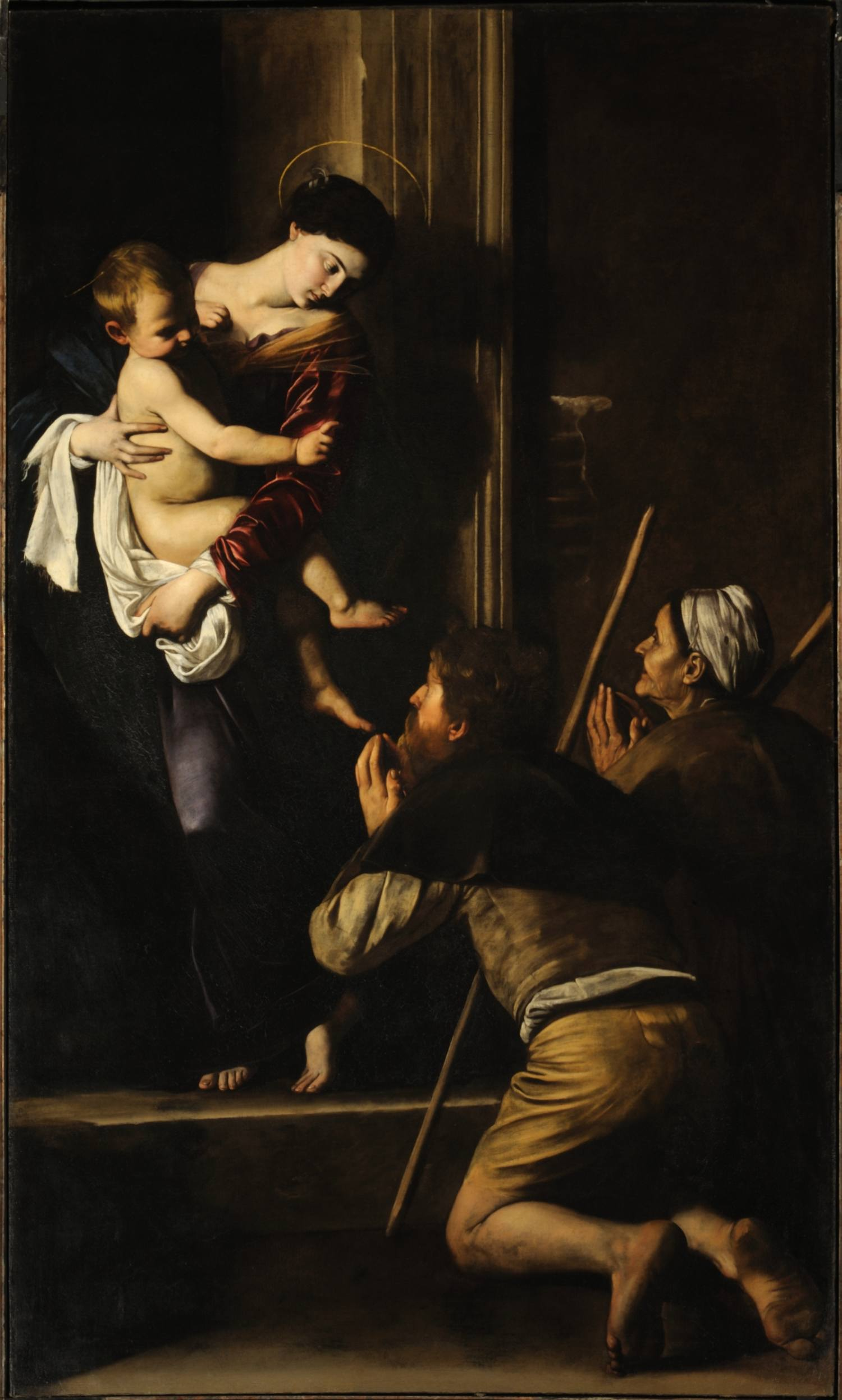
Caravaggio's Madonna di Loreto

De Sant'Agostino is een basiliek in Rome in de rione Sant'Eustachio, aan het Piazza di Sant'Agostino, nabij het Campo Marzio en niet ver van het Piazza Navona. De kerk is gewijd aan de heilige Augustinus en geldt als een van de oudste renaissancekerken van de eeuwige stad.

## Geschiedenis
De basiliek werd in de veertiende eeuw gebouwd door de augustijnen die, tot dan toe kerkend in de San Trifone in Posterula graag een eigen kerk nabij hun klooster wilden hebben, die bovendien gewijd zou zijn aan hun heilige stichter. De basiliek werd gebouwd naar een ontwerp van de architecten Sebastiano Fiorentino en Giacomo Pietrasanta en werd gebouwd tussen 1479 en 1483. Een deel van de façade werd opgebouwd uit travertijn afkomstig uit het Colosseum. In de achttiende eeuw onderging het gebouw een grondige renovatie, waarbij ook het convent, ten westen van de basiliek gelegen, werd gemoderniseerd.

## Relieken en kunstwerken
De kerk bezit de grootste collectie relieken van de heilige Monica, de moeder van Augustinus. Deze relieken worden bewaard in een sarcofaag, ontworpen door Iasai di Pisa. De relieken werden in 1455 vanuit Ostia, waar de heilige in 387 overleed, overgebracht naar de basiliek.
In de kerk is ook een aantal belangrijke kunstwerken te zien, zoals het fresco van de profeet Jesaja door Rafaël en een Anna te Drieën van Andrea Sansovino in de zogeheten Goritz-kapel. Een ander beroemd werk is de Madonna di Loreto van Caravaggio. De basiliek herbergt een groot aantal graven van aanzienlijken, waaronder dat van de Italiaanse kardinaal Giuseppe Renato Imperiali.

## Titelkerk
De Sant'Agostino werd in 1587 door paus Sixtus V aangewezen als titelkerk.
| Jaar      | Titel              | Kardinaal                                         |
| --------- | ------------------ | ------------------------------------------------- |
| 1590-1608 | kardinaal-priester | Gregorio Petrocchini                              |
| 1608-1624 | kardinaal-priester | Fabrizio Veralli                                  |
| 1627-1639 | kardinaal-priester | Berlinghiero Gessi                                |
| 1642-1643 | kardinaal-priester | Ottaviano Raggi                                   |
| 1645-1646 | kardinaal-priester | Niccolò Albergati Ludovisi                        |
| 1647-1659 | kardinaal-priester | Fabrizio Savelli                                  |
| 1659-1667 | kardinaal-priester | Antonio Bichi                                     |
| 1671-1672 | kardinaal-priester | Federico Borromeo                                 |
| 1681      | kardinaal-priester | Francesco Lorenzo Brancati di Lauria              |
| 1687-1694 | kardinaal-priester | Carlo Stefano Anastasio Ciceri                    |
| 1696-1704 | kardinaal-priester | Enrico Noris                                      |
| 1706-1727 | kardinaal-priester | Carlo Agostino Fabroni                            |
| 1727-1728 | kardinaal-priester | Angelo Maria Querini                              |
| 1728-1729 | kardinaal-priester | Gregorio Selleri                                  |
| 1729-1730 | kardinaal-priester | Marco Antonio Ansidei                             |
| 1731-1745 | kardinaal-priester | Bartolomeo Massei                                 |
| 1745-1757 | kardinaal-priester | Giorgio Doria                                     |
| 1757-1759 | kardinaal-priester | Giorgio Doria (in commendum)                      |
| 1759-1767 | kardinaal-priester | Gaetano Fantuzzi Gottifredi                       |
| 1770-1780 | kardinaal-priester | Mario Marefoschi Compagnoni                       |
| 1785      | kardinaal-priester | Paolo Massei                                      |
| 1800-1814 | kardinaal-priester | Diego Innico Caracciolo di Martina                |
| 1814-1820 | kardinaal-priester | Diego Innico Caracciolo di Martina (in commendum) |
| 1820-1837 | kardinaal-priester | Cesare Brancadoro                                 |
| 1842-1885 | kardinaal-priester | Friedrich von Schwarzenberg                       |
| 1886-1897 | kardinaal-priester | Antolín Monescillo y Viso                         |
| 1898-1901 | kardinaal-priester | Antonio María Cascajares y Azara                  |
| 1902-1918 | kardinaal-priester | Sebastiano Martinelli                             |
| 1919-1938 | kardinaal-priester | Aleksander Kakowski                               |
| 1946      | kardinaal-priester | Agustín Parrado García                            |
| 1953-1971 | kardinaal-priester | Fernando Quiroga y Palacios                       |
| 1973-2004 | kardinaal-priester | Marcelo González Martín                           |
| 2006-     | kardinaal-priester | Jean-Pierre Bernard Ricard                        |